# Mouser Electronics
Mouser Electronics ist ein Handelsunternehmen für elektronische Bauteile mit Hauptsitz in Mansfield, Texas, USA.

## Unternehmensgeschichte
Mouser Electronics wurde 1964 in El Cajon, Kalifornien, von Jerry Mouser gegründet. Jerry Mouser war ein Physiklehrer, der elektronische Komponenten für seinen Unterricht an der High School benötigte. Da diese in kleinen Mengen schwer zu bekommen waren, erkannte er eine Marktlücke und gründete kurzerhand ein eigenes Unternehmen. Bis heute liefert Mouser ohne Mindestmenge und am gleichen Tag. 1983 zog das Unternehmen nach Mansfield, Texas.
Im Januar 2000 wurde Mouser Electronics eine Tochtergesellschaft im Besitz von TTI Inc. aus Fort Worth, Texas. Seit dem 30. März 2007 gehören TTI und Mouser zum Berkshire Hathaway Konzern.
Mouser hat 2020 weltweit 27 Kundendienst-Büros und Web-Präsenzen, die in 17 Sprachen arbeiten. Das Unternehmen handelt in 27 Währungen. Das globale Auslieferungslager ist jedoch die Zentrale in Texas, die 2020 auf mehr als 90.000 Quadratmeter ausgebaut wird. Dort arbeitet ein automatisches, kabelloses Lagermanagementsystem rund um die Uhr. Man erreicht nach eigenen Angaben eine 5-Sigma-Fehlersicherheit (1 zu 3,5 Mio.).

## Online-Handel
Der Internethandel ist das Hauptgeschäft von Mouser. Die firmeneigene Bestell-Website führt im November 2020 etwa 5,9 Mio. Artikel, davon 1,1 Mio. lagernd und stellt dazu technische Informationen bereit. Insbesondere eine mit technischem Fachwissen betreute Parameter-Suchmaschine und ein Produktvergleichs-Werkzeug erleichtern Orientierung und Auswahl. Mouser bietet für den Kunden unter anderem Hilfsmittel für sich projektgebunden wiederholende Bestellungen, den Up- und Download sowie das Weitergeben von Bestelllisten.